# Johann Kondert
Johann (Janos) Kondert (* 10. September 1944 in Sächsisch Regen) ist ein ehemaliger österreichischer Fußballspieler und -trainer.
Kondert stammt ursprünglich aus Sächsisch Regen in Siebenbürgen. Nach dem Krieg kam er als Flüchtlingskind in das DP-Lager Haid in Ansfelden. Bereits mit 15 Jahren stand er in der Kampfmannschaft vom Werksverein ASK Nettingsdorf. Von dort gelang ihm in der Saison 1962/63 der Sprung zum LASK. In der Saison 1964/65 wurde er Meister und Pokalsieger. 1967/68 wechselte er für die nächsten 3 Jahre zum Regionalligisten Offenbacher Kickers, mit denen er den Aufstieg in die Bundesliga schaffte. Der Verein stieg nach einem Jahr Bundesliga wieder in die Regionalliga Süd ab, wo man im darauffolgenden Jahr den sofortigen Wiederaufstieg schaffte und Pokalsieger wurde. Kondert wechselte vor der Saison 1970/71 wieder zurück nach Linz und beendete 1977 seine Karriere. Insgesamt erzielte Kondert in 215 Ligaspielen für LASK 39 Tore.
Große Erfolge feierte er von 1983 bis 1987 als Trainer beim LASK, mit dem er vier Mal hintereinander den Einzug in den UEFA Cup schaffte.
Weitere Vereine waren SK. St. Magdalena, SK VOEST Linz, Kremser SC, Austria Klagenfurt, SV Grieskirchen, LASK Amateure, und wieder LASK. Nachdem Kondert aufgrund gesundheitlicher Probleme das Traineramt beim LASK niederlegte, übernahm er das Traineramt in seiner Wahlheimat Windischgarsten. Im 2. Jahr führte er den Verein als Tabellenzweiter in der 2. Klasse Süd-Ost in die 1. Klasse Ost, wo der Verein bis heute spielt. Als er nach einem weiteren Jahr als Trainer sein Amt niederlegte, blieb er dem Verein als sportlicher Leiter erhalten, wobei er diesen Posten vor der Saison 2007/08 niederlegte.